# Implante de zircônia
Os implantes de zircônia são dispositivos de uma única parte utilizados para ancorar próteses dentárias eles são introduzidos no osso da maxila e mandíbula através de um procedimento semelhante ao utilizados na técnicas convencionais. As grandes vantagens desses implante são sua biocompatibilidade, resistência flexural, e potencial nulo de agregar placa bacteriana. Este implante como existem hoje são diferentes da zircônia de outrora e principalmente dos componentes de zircônia usados nas próteses sobre implantes convencionais (metálicos-titânio)

#### Biocompatibilidade da Zircônia
A zircônia dental é um material cerâmico altamente biocompatível, o que significa que é bem tolerado pelo corpo humano e não causa reações adversas nos tecidos vivos. Essa característica é fundamental para o sucesso de restaurações dentárias, como coroas, pontes e implantes, pois permite uma integração harmoniosa com a gengiva e o osso alveolar, promovendo a saúde bucal a longo prazo. Além disso, a zircônia não libera substâncias tóxicas e possui baixa condutividade térmica, o que minimiza a sensibilidade dentária e o desconforto do paciente.

##### Modelos Disponíveis
Atualmente, existem dois tipos principais de implantes de zircônia:
- Implantes de zircônia monobloco: São fabricados em uma única peça, o que elimina a conexão entre o implante e o pilar protético. Essa característica busca reduzir o risco de acúmulo de bactérias e complicações, ao mesmo tempo que aumentam a resistência do implante.
- Implantes de zircônia em duas peças: Semelhantes aos implantes de titânio, consistem em um implante e um pilar protético separados. Essa opção oferece maior flexibilidade na hora de planejar e executar a restauração.

1. ↑  Anusavice DMD, Kenneth J. (2012). Phillips' Science of Dental Materials - E-Book: Phillips' Science of Dental Materials - E-Book. Chiayi Shen, H. Ralph Rawls 12th ed ed. Chantilly: Elsevier - Health Sciences Division